# Kornél Havasi
Kornél Havasi foi um jogador de xadrez da Hungria com participação nas Olimpíadas de xadrez de 1927 a 1937 tendo conquistado cinco medalhas. Havasi conquistou a medalha de prata por participação individual em 1935 e por equipes, duas medalhas de ouro em 1927 e 1928 e duas de prata em 1930 e 1937.